# Schnersheim
 Schnersheim (en alsacià Schnarsche) és un municipi francès, situat a la regió del Gran Est, al departament del Baix Rin. L'any 1999 tenia 1.001 habitants.
Forma part del cantó de Bouxwiller, del districte de Saverne i de la Comunitat de comunes del Kochersberg.

## Demografia
| 1962 | 1968 | 1975 | 1982 | 1990 | 1999  |
| ---- | ---- | ---- | ---- | ---- | ----- |
| 629  | 650  | 703  | 854  | 851  | 1.001 |

## Administració
| Període | Identitat | Partit |
| ------- | --------- | ------ |
| 2001-   | René Hepp | UMP    |